# Звёзды балета (серия книг)
«Звёзды балета» — серия мемуаров выдающихся деятелей балета и монографий о них, начатая в 2004 году московским издательством «АСТ-Пресс» при участии ведущих балетоведов России. Практически все книги серии были  изданы впервые.

## Издания серии
- Екатерина Максимова. Мадам «нет». — М.: АСТ-Пресс, 2004. — 344 с. — (Звёзды балета). — 5000 экз. — ISBN 5-462-00061-8.
- Сания Давлекамова. Галина Уланова: Я не хотела танцевать. — М.: АСТ-Пресс, 2005. — 348 с. — (Звёзды балета). — 5000 экз. — ISBN 5-94464-068-5.
- Нина Аловерт. Михаил Барышников. Я выбрал свою судьбу. — М.: АСТ-Пресс Книга, 2006. — 344 с. — (Звёзды балета). — 5000 экз. — ISBN 5-462-00431-1.
- Марис Лиепа. Я хочу танцевать сто лет. — М.: АСТ-Пресс Книга, 2006. — 488 с. — (Звёзды балета). — ISBN 5-462-00569-5.
- Олег Виноградов. Исповедь балетмейстера. — М.: АСТ-Пресс Книга, 2007. — 336 с. — (Звёзды балета). — ISBN 978-5-462-00711-8.
- Сания Давлекамова. Галина Уланова: Я не хотела танцевать. — 2-е. — М.: АСТ-Пресс, 2011. — 348 с. — (Звёзды балета). — 3000 экз. — ISBN 978-5-462-01066-8.